# Арахуно (кантон)
Арахуно (исп. Arajuno) — один из 4 кантонов эквадорской провинции Пастаса. Площадь составляет 8767 км². Население по данным переписи 2001 года — 5150 человек, плотность населения — 0,6 чел/км². Административный центр — одноимённый город.

## География
Расположен в северо-восточной части провинции. Граничит с провинциями: Орельяна (на северо-востоке), Напо (на северо-западе) и с кантонами Пастаса (на юге) и Санта-Клара (на западе).